# Jaume Collboni
Jaume Collboni i Cuadrado (pron. catalana: [ˈʒawmə ˌkɔʎˈbɔni]; Barcellona, 5 settembre 1969) è un avvocato e politico spagnolo, sindaco di Barcellona dal 13 giugno 2023.

## Biografia
Nel 2010 è diventato membro del Parlamento della Catalogna, in rappresentanza della provincia di Barcellona, ed è stato nominato vice portavoce del Gruppo parlamentare dei socialisti. Nel novembre 2011 è stato nominato Segretario alla Comunicazione e Portavoce del PSC. Successivamente, nel 2014, ha lasciato il seggio per candidarsi alle primarie del PSC come candidato sindaco di Barcellona. In seguito a queste primarie, che ha vinto, è stato designato candidato sindaco di Barcellona dal Partito dei Socialisti di Catalogna. Da allora siede nel consiglio comunale della città, come secondo teniente de alcalde nella legislatura 2016-2019 e come vicesindaco dal 2019 al 2023. Dopo le elezioni di quest'anno viene nominato sindaco della città grazie all'appoggio dei Comuns e del PP.